# Rivine
Rivine är ett berg i Bosnien och Hercegovina.   Det ligger i entiteten Federationen Bosnien och Hercegovina, i den sydvästra delen av landet, 110 km väster om huvudstaden Sarajevo. Toppen på Rivine är 1 224 meter över havet.
Terrängen runt Rivine är varierad. Närmaste större samhälle är Livno, 5,4 km söder om Rivine. 
Trakten runt Rivine består till största delen av jordbruksmark. Runt Rivine är det ganska tätbefolkat, med 93 invånare per kvadratkilometer.